# Febrero 14
Febrero 14 es el nombre del noveno álbum de estudio grabado por el artista chileno Alberto Plaza, Fue lanzado al mercado el 2 de diciembre de 2003. Cuenta con un total de 11 canciones, Todas compuestas por él y en algunas Canciones Acompañado por Artistas de muy buena calidad.

## Información del álbum
Desde el título del álbum (Febrero 14), es difícil pensar en un disco más romántico que este. Alberto Plaza presenta 11 nuevas canciones de amor, amor y amor. A diferencia de muchos colegas de América, él tiene una habilidad especial para tomar los lugares comunes y transformarlos en algo nuevo, y todo esto sin tomar muchos riesgos artísticos. Lo más destacado vino de la acústica de "El favor del tiempo" y el folklore "Vuela una lágrima". Bien diseñado y producido, al menos para los estándares de América del pop, el álbum fue un nuevo paso adelante en su carrera.

### Lista de canciones
Todas las canciones escritas y compuestas por Alberto Plaza, excepto donde se indique.. 
| Standard edition |                               |                        |          |  |
| N.º              | Título                        | Escritor(es)           | Duración |  |
| 1.               | «Febrero 14»                  | Alberto Plaza          | 4:08     |  |
| 2.               | «Me dices que te vas»         | Alberto Plaza          | 3:56     |  |
| 3.               | «El favor del viento»         | Alberto Plaza          | 3:19     |  |
| 4.               | «Pa´Lante»                    | Alfonso, Alberto Plaza | 3:56     |  |
| 5.               | «Cómo duele el alma»          | Alberto Plaza          | 4:01     |  |
| 6.               | «Tú ya no me quieres y punto» | Alberto Plaza          | 4:30     |  |
| 7.               | «Yo quiero ver la luna»       | Alberto Plaza          | 3:32     |  |
| 8.               | «Ahora»                       | Ciero, Alberto Plaza   | 3:34     |  |
| 9.               | «Tus miedos»                  | Alberto Plaza          | 4:20     |  |
| 10.              | «Vuela una lágrima»           | Alberto Plaza          | 3:56     |  |
| 11.              | «100 latidos»                 | Ciero, Alberto Plaza   | 2:13     |  |